# Катарина Австрийска (1533 – 1572)
Вижте пояснителната страница за други личности с името Катарина Австрийска.
Катарина Австрийска (на немски: Katharina von Österreich; * 15 септември или 25 септември 1533, Инсбрук; † 28 февруари 1572, Линц) от династията Хабсбурги, е чрез женитба херцогиня на Мантуа (1549 – 1550) и кралица на Полша и велика княгиня на Литва (1553 – 1572).

## Произход и ранни години
Тя е четвъртата дъщеря на римско-немския крал и по-късен император Фердинанд I и съпругата му Анна Ягелонина, единствена дъщеря на унгарския крал Владислав II, сестра на Лайош II. Катарина е сестра на Максимилиан II, император на Свещената Римска империя (1564 – 1576).
На 22 октомври 1549 г. на 16 години в Мантуа Катарина Австрийска се омъжва за Франческо III Гонзага (1533 – 1550), херцог на Мантуа и маркграф на Монферат. Франческо умира след четири години на 23 юни 1553 г., бракът е бездетен.

## Кралица на Полша
Катарина се омъжва на 31 юли 1553 г. в Краков за Зигмунт II Август (1520 – 1572), крал на Полша и велик княз на Литва. Тя е третата му съпруга, преди това той бил женен в първи брак за нейната най-голяма сестра Елизабет (1526 – 1545). Тя страда, както нейната сестра, от епилепсия и през 1558 г. става известно, че не може да има деца. Затова от 1559 г. бездетният крал се стреми да се разведе. През зимата на 1562/1563 г. той се разделя от съпругата си и не желае да бъде женен за нея. Катарина напуска Полша през есента 1566 г. и се оттегля в двореца в Линц. Години наред кралят не успява да се разведе и умира само четири месеца след нея.
Катарина умира на 38 години на 28 февруари 1572 г. в Линц, погребана е през 1614 г. в гробницата на манастир Санкт Флориан при Линц, Австрия.